# Невософт
Nevosoft — российский разработчик и издатель казуальных компьютерных игр, в том числе, для мобильных устройств. С 2002 года компания выпустила более 50 игр для различных платформ, включая «Супер Корову», «Полцарства за Принцессу» и LandGrabbers («Эвокрафт»).

## Деятельность компании
За 2018 год выручка компании составляла 225 млн рублей при 26 млн рублей убытков. Студия специализируется на казуальных играх, в том числе мобильных — недорогих головоломках, квестах и тому подобном.

### Разработка
Nevosoft является крупным разработчиком казуальных игр в России и Восточной Европе. Игры компании представлены на различных платформах, включая iOS, Android, Windows и macOS, и локализованы более чем на 10 языков мира.
Сейчас Nevosoft сосредоточен на разработке игр для мобильных платформ и социальных сетей. Жанры — три-в-ряд, фермы и ситибилдеры. Своими главными продуктами компания считает «Планета Самоцветов» (GemmyLands), «Чародеи» (Charm Farm), «Чародейка» (Charms of the witch), «Эко Сити» (Eco City).

## Награды
- Полцарства за принцессу (My Kingdom for the Princess) (PC) — победитель премии Great Games Awards 2010 в номинации TOP SIM / TYCOON[2]
- Полцарства за принцессу 2 (My Kingdom for the Princess II) (PC) — победитель Народной премии Nevosoft 2010 в номинации лучший симулятор/тайм-менеджмент[3]
- Полцарства за принцессу 3 (My Kingdom for the Princess III) (PC) — победитель Народной премии Nevosoft 2011 в номинации лучший симулятор/тайм-менеджмент[4], победитель премии Great Games Awards 2011 в номинации Best Time Management[5]
- «Эвокрафт» (LandGrabbers) (PC) — лучшая casual-игра на КРИ Awards 2011[6]
- DreamLand (PC) — № 2 в категории Sleeper Hit (Customer Favorites Awards 2011)